# Purpuricenus chopardi
Purpuricenus chopardi är en skalbaggsart som beskrevs av Pierre Lepesme 1948. Purpuricenus chopardi ingår i släktet Purpuricenus och familjen långhorningar. Inga underarter finns listade i Catalogue of Life.